# 1999年9月民主党代表選挙
1999年9月民主党代表選挙（1999ねん9がつみんしゅとうだいひょうせんきょ）は、1999年（平成11年）9月25日に行われた民主党代表の選挙である。

## 概要
この結果、鳩山由紀夫が新代表として選出された。

## 選挙データ

### 告示日
- 1999年（平成11年）9月11日

### 投開票日
- 1999年（平成11年）9月25日

臨時党大会で決定。

### 選挙制度

#### 投票方法
- 秘密投票、単記投票、1票制

#### 選挙権
- 党所属国会議員
- 地方組織代議員
- 次期衆院選公認候補予定者

#### 被選挙権
- 党所属国会議員

#### 有権者数
- 321
  - 党所属国会議員：146（衆議院議員：93　参議院議員：53）
  - 地方組織代議員：094（都道府県支部連合会：各2）
  - 次期衆院選公認候補予定者：81

## 選挙活動

### 候補者
| 鳩山由紀夫 | 菅直人                                                                                            | 横路孝弘                                                                        |
| |                                                                                                   |                                                                                 |
| 衆議院議員 （4期・北海道第9区） 内閣官房副長官（1993-1994） 旧・民主党代表（1996-1997） 新党さきがけ代表幹事 （1994-1996） | 衆議院議員 （6期・東京都第18区） 厚生大臣（1996） 民主党代表（1998-） 旧・民主党代表（1996-1998） | 衆議院議員 （6期・北海道第1区） 北海道知事（1983-1995） 民主党総務会長（1998-） |
| 東京都 | 岡山県                                                                                            | 北海道                                                                          |

### 推薦人
| 鳩山由紀夫 | （衆議院）石井紘基、上田清司、大畠章宏、古賀一成、小平忠正、木幡弘道、田中慶秋、田中甲、玉置一弥、藤田幸久、藤村修、古川元久、松沢成文、吉田公一、渡辺周 （参議院）足立良平、小川勝也、小宮山洋子、寺崎昭久、簗瀬進、     |
| 菅直人     | （衆議院）石毛鍈子、松本惟子、家西悟、池田元久、河村たかし、近藤昭一、末松義規、土肥隆一、中桐伸五、松本龍、山本譲司 （参議院）石田美栄、岡崎トミ子、広中和歌子、円より子、朝日俊弘、伊藤基隆、小山峰男、櫻井充、内藤正光 |
| 横路孝弘   | （衆議院）赤松広隆、伊藤忠治、岩國哲人、生方幸夫、上原康助、桑原豊、五島正規、坂上富男、佐々木秀典、辻一彦、鉢呂吉雄、山元勉 （参議院）川橋幸子、久保亘、輿石東、佐藤泰介、高嶋良充、竹村泰子、日野市朗、松崎俊久         |

## 選挙結果
| 候補者             | 候補者             | 第1回投票 | 第1回投票 | 第2回投票 | 第2回投票 |
| 候補者             | 候補者             | 得票数    | 得票率    | 得票数    | 得票率    |
| ------------------ | ------------------ | --------- | --------- | --------- | --------- |
|                    | 鳩山由紀夫         | 154       | 48.13%    | 182       | 58.33%    |
|                    | 菅直人             | 109       | 34.06%    | 130       | 41.67%    |
|                    | 横路孝弘           | 57        | 17.81%    |           |           |
| 総計               | 総計               | 320       | 100.0%    | 312       | 100.0%    |
| 有効票数（有効率） | 有効票数（有効率） | 320       | 99.69%    | 312       | 99.36%    |
| 無効票数（無効率） | 無効票数（無効率） | 1         | 0.31%     | 2         | 0.64%     |
| 投票者数（投票率） | 投票者数（投票率） | 321       | 100.0%    | 314       | 97.82&    |
| 棄権者数（棄権率） | 棄権者数（棄権率） | 0         | 0.00%     | 7         | 2.18%     |
| 有権者数           | 有権者数           | 321       | 100.0%    | 321       | 100.0%    |